# Ortezia annulicornis
Ortezia annulicornis är en stekelart som först beskrevs av Szepligeti 1900.  Ortezia annulicornis ingår i släktet Ortezia och familjen brokparasitsteklar. Inga underarter finns listade i Catalogue of Life.